# Vincenzo Viva
Vincenzo Viva (nascido em 4 de agosto de 1970) é um prelado alemão-italiano da Igreja Católica e bispo de Albano.

## Vida
Os pais de Vincenzo Viva emigraram de Copertino para a Alemanha. Depois de concluir o ensino médio na cidade onde nasceu, Frankfurt am Main, ele obteve seu diploma de ensino médio italiano no Liceo Classico em Lecce, comuna italiana.
Viva então estudou filosofia e teologia católica na Pontifícia Universidade Gregoriana em Roma.
Foi ordenado sacerdote em 10 de julho de 1997 pelo bispo de Nardò-Gallipoli, Vittorio Fusco.
De 1996 a 1999, Vincenzo Viva trabalhou como capelão na prisão de Rebibbia. Após estudos posteriores, obteve a licenciatura em teologia moral pela Academia Alfonsiana em 1997 e o diploma em bioética pelo Instituto de Bioética da Universidade Católica do Sagrado Coração, em Roma, em 1999.
Durante seus estudos em Roma, Viva foi aluno do Almo Collegio Capranica. Ele também completou intercâmbio na Universidade de Friburgo, na Suíça.
De 1999 a 2000, Viva atuou como vice-reitor e professor no seminário menor da diocese de Nardò-Gallipoli antes de se tornar diretor espiritual. Foi também Diretor do Escritório Diocesano para a Comunicação Social (2000-2013) e membro do Conselho Presbiteral e do Colégio de Consultores da Diocese de Nardò-Gallipoli (2001-2013).
Vincenzo Viva formou-se na Pontifícia Universidade Lateranense de Roma em 2005 com sua tese Identità e rilevanza: l'argomento teologico-morale in bioetica. Depois obteve seu doutorado em teologia moral com a tese: Un'indagine storica in prospettiva sistematica ('Identidade e relevância: o argumento teológico-moral em bioética. Um estudo histórico de uma perspectiva sistemática').
Ele, então, se tornou professor de religião no Liceo Classico G. Galilei em Nardò (2005-2006), secretário do escritório para visitas episcopais e cuidado pastoral na paróquia de San Francesco di Paola em Nardò (2005-2009) e delegado episcopal para a Ordo virginum (2005-2013). De 2009 a 2013 foi cônego penitencial na Catedral de Nardò.
Além de suas funções pastorais, Viva foi professor de Teologia Moral no Instituto de Ciências Religiosas Superiores, da Diocese de Oria (2002-2005), no Instituto de Ciências Religiosas Superiores de Lecce (2005-2009), na Accademia delle Belle Arti di Lecce (2006-2007) e no Instituto de Ciências Religiosas Superiores de Brindisi (2007-2008), bem como na Faculdade de Teologia da Apúlia (2006-2013).
Desde 2007, Vincenzo Viva leciona na Academia Alfonsiana. Em 2010, concluiu um curso de bioética no Instituto Kennedy de Ética da Universidade de Georgetown, em Washington, DC.
O Papa Bento XVI lhe concedeu o título honorário de Capelão Pontifício de Honra em 2012. Vincenzo Viva é Reitor do Pontificio Collegio Urbano de Propaganda Fide em Roma desde 2013 e Professor de Teologia Moral na Pontifícia Universidade Urbaniana.
Em 11 de junho de 2021, Papa Francisco o nomeou bispo de Albano. O prefeito do Dicastério para as Causas dos Santos, Cardeal Marcello Semeraro, consagrou-o bispo em 8 de setembro do mesmo ano na Piazza Pia, em frente à Catedral de Albano Laziale. Os co-consagradores foram o prefeito do Dicastério para a Evangelização, Cardeal Luis Antonio Tagle, e o Bispo de Nardò-Gallipoli, Fernando Tarcisio Filograna. Seu lema episcopal é Euntes pædicate et curate (Ide, pregai e curai).
Vincenzo Viva é membro do conselho editorial das revistas Studia Moralia e Rivista di scienze religiose e da série de livros Itinerari Etici. Ele pertence ao grupo interdisciplinar Neurociência e Comparação Humana e é membro da Associação Teológica Italiana para o Estudo da Moral (ATISM) e da Societas Ethica  Sua pesquisa se concentra na moralidade fundamental, na história da teologia moral, na bioética e na ética sexual.
Além de suas línguas maternas italiano e alemão, ele também fala inglês e francês. Ele é autor de diversas publicações, artigos e traduções do alemão.